# Distrito General de Letonia
El Distrito General de Letonia (en alemán: Generalbezirk Lettland) fue una de las cuatro subdivisiones administrativas del Reichskommissariat Ostland, el régimen de ocupación civil establecido por la Alemania nazi para la administración de los Estados bálticos (Estonia, Letonia y Lituania) y la parte occidental de la República socialista soviética de Bielorrusia.

## Organización y estructura
El Generalbezirk Lettland se organizó originalmente el 25 de julio de 1941 en el territorio de la entonces Letonia ocupada por los alemanes, que hasta entonces había estado bajo la administración militar del Grupo de Ejércitos Norte de la Wehrmacht. El 1 de septiembre de 1941, tras nuevos avances alemanes, se expandió en toda su extensión, alcanzando las antiguas fronteras de Estonia y la Unión Soviética. La capital del Generalbezirk Lettland era Riga.

## Divisiones administrativas

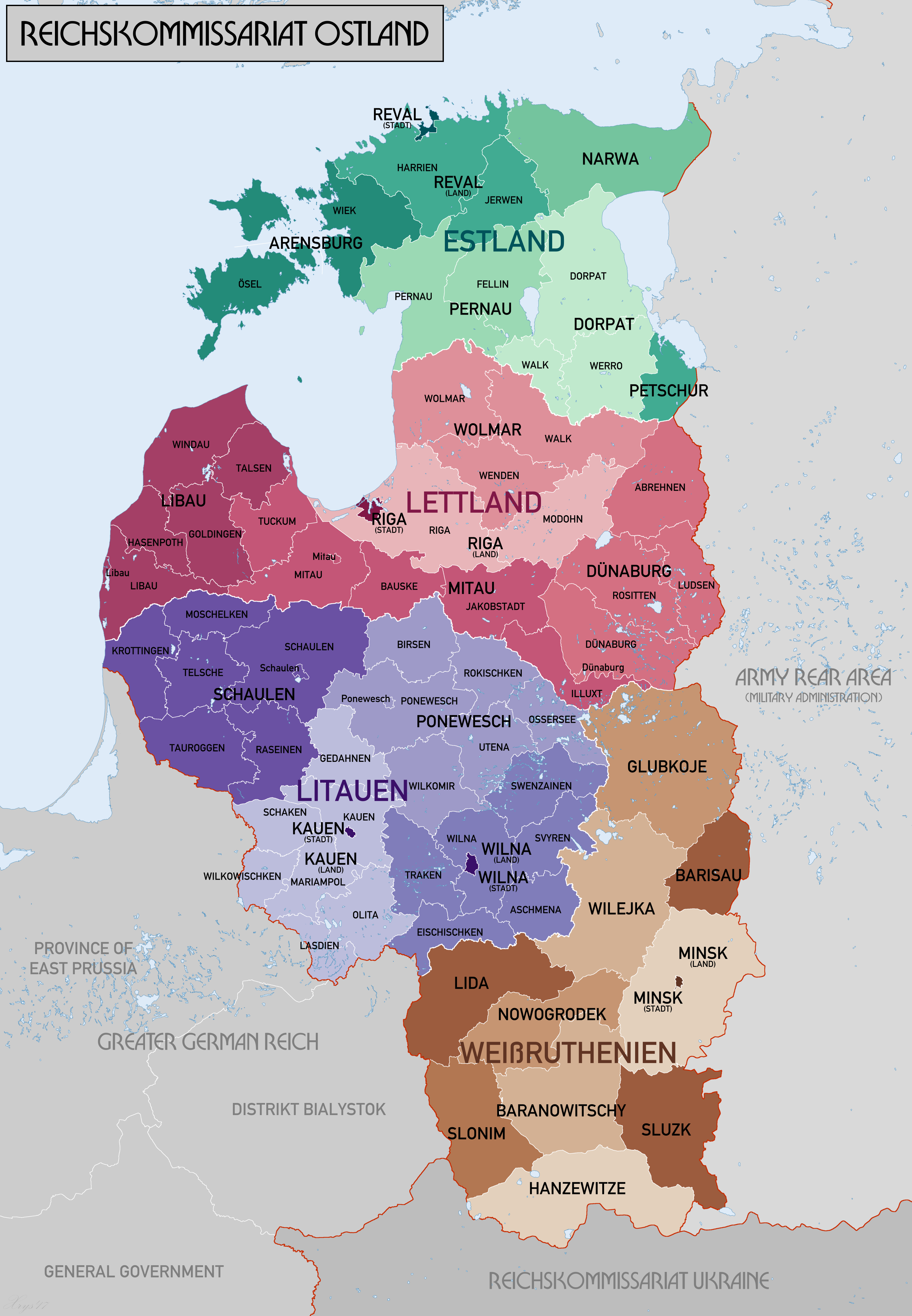
Mapa del Generalbezirk Lettland (en tonos rosas) dentro del Reichskommissariat Ostland.

El Generalbezirk Lettland tenía las siguientes seis subdivisiones llamadas Kreisgebiete (Áreas de condado). La sede de la administración está entre paréntesis.
- Dünaburg (Daugavpils)
- Libau (Liepāja)
- Mitau (Jelgava)
- Riga-Tierra (Riga-Rural)
- Riga-Ciudad (Riga-Urbano)
- Wolmar (Valmiera)

## Jefatura civil y policial
La administración civil estaba dirigida por un Generalkommissar (Comisario General) designado directamente por Adolf Hitler, y que reportaba al Ostland Reichskommissar Hinrich Lohse, con sede en Riga. Además, los asuntos policiales y de seguridad eran supervisados por un Jefe de Policía y SS (SS- und Polizeiführer) designado directamente por el Reichsführer-SS Heinrich Himmler, y que reportaba al Jefe Superior de Policía y SS (HSSPF) Ostland und Russland-Nord en Riga, el SS-Gruppenführer Hans-Adolf Prützmann hasta el 1 de noviembre de 1941, y el SS-Obergruppenführer Friedrich Jeckeln después de esa fecha.
- Generalkommissar: Otto-Heinrich Drechsler (25 de julio de 1941 - 14 de septiembre de 1944).[4]
- Jefe de Policía y SS: SS-Brigadeführer Walther Schröder (4 de agosto de 1941 - 19 de octubre de 1944)[5]

## Holocausto
Tras la invasión alemana en junio de 1941, los escuadrones de la muerte del Einsatzgruppe A y sus colaboradores letones, incluido el Kommando Arajs, comenzaron inmediatamente el asesinato sistemático de judíos letones. Se estima que murieron aproximadamente 70.000 personas, o alrededor de las tres cuartas partes de la población de antes de la guerra. Además, miles de romaníes y de etnia letona murieron en la matanza. El Generalbezirk Lettland fue el lugar de la masacre de Rumbula, una de las ejecuciones masivas más notorias en los territorios ocupados del este.

## Disolución
El 14 de septiembre de 1944, el Ejército Rojo lanzó su ofensiva en Riga y el Generalkommissar Drechsler partió hacia Lübeck, Alemania. Riga cayó el 13 de octubre y el Generalbezirk Lettland dejó efectivamente de existir. La administración de aquellas partes de Letonia todavía bajo ocupación alemana volvió a la administración militar bajo el Grupo de Ejércitos Norte. Algunas fuerzas alemanas quedaron atrapadas en la bolsa de Curlandia y continuaron con la resistencia armada hasta que finalmente se rindieron el 10 de mayo de 1945.